# Big-Hearted Bosko
Pour plus de détails, voir Fiche technique et Distribution.
Big-Hearted Bosko est un dessin animé américain réalisé par Hugh Harman, produit par la Warner Bros. Pictures, dans la série des Bosko (Looney Tunes), sorti en 1932. Il a été réalisé par Hugh Harman et produit par Hugh Harman et Rudolf Ising. De plus, Leon Schlesinger est crédité comme producteur associé.

## Synopsis
Bosko patine sur un étang gelé tandis que son chien Bruno le suit en aboyant joyeusement. Il tombe accidentellement dans la glace mais le chien rusé fait croire à son maitre qu'il s'est noyé avant de finalement sortir d'un arbre creux et d'aboyer. Bosko est en colère pendant une seconde mais lui pardonne presque aussitôt. Le plaisir prend fin lorsque les deux découvrent qu'un bébé a été abandonné dans la neige. Bosko emmène le bébé dans sa cabine. Le bambin peu aimable ne fait que pleurer et finit par rendre Bruno furieux lorsqu'il déclare sa raison : il pleure pour les Carolines. Inébranlable, Bosko trouve enfin un moyen de faire rire le bébé.

## Fiche technique
- Titre original : Big-Hearted Bosko
- Réalisation : Hugh Harman
- Producteurs : Hugh Harman, Rudolf Ising et Leon Schlesinger
- Musique : Frank Marsales
- Production : Leon Schlesinger Studios
- Distribution : Warner Bros. Pictures
- Durée : 7 minutes
- Format : noir et blanc - mono
- Langue : anglais
- Pays : États-Unis
- Date de sortie :  États-Unis : 5 mars 1932
- Genre : Dessin-animé
- Licence : Domaine public[1]